# Giovanni Veronesi
Giovanni Veronesi (Prato, 31 d'agost de 1962) és un guionista, director de cinema, presentador de ràdio i actor italià, germà de l'escriptor Sandro Veronesi.

## Biografia

### Carrera
Giovanni Veronesi Giovanni Veronesi va escriure guions per a Carlo Verdone, Francesco Nuti, Leonardo Pieraccioni i Massimo Ceccherini, fent també alguns cameos a les pel·lícules que va escriure per a ells, abans. per aconseguir l'èxit com a director amb Che ne sarà di noi, Manuale d'amore, Manuale d'amore 2 - Capitoli successivi, Italians, Genitori & figli - Agitare bene prima dell'uso i Manuale d'amore 3.
Des de juny de 2014 condueix a Radio 2, juntament amb Massimo Cervelli, el programa Non è un paese per giovani. En una entrevista de 2015, va declarar que el director Mario Monicelli havia estat un model i "un far il·luminador" de la seva carrera artística, especialment per a la pel·lícula Amics meus. El desembre de 2017 Veronesi va anunciar que estava filmant Moschettieri del re - La penultima missione,una comèdia d'aventures protagonitzada per la llegendària banda de mosqueters,  D'Artagnan, Porthos, Aramis i Athos. La pel·lícula marca el retorn del director italià a la comèdia; il film sarà nelle sale italiane dal 27 dicembre 2018.

### Vida privada
Giovanni Veronesi és parella de l'actriu italiana Valeria Solarino.

## Filmografia

### Director
- Maramao (1987)
- Per amore, solo per amore (1993)
- Silenzio... si nasce (1996)
- Il barbiere di Rio (1996)
- Viola bacia tutti (1998)
- Il mio West (1998)
- Streghe verso nord (2001)
- Che ne sarà di noi (2004)
- Manuale d'amore (2005)
- Manuale d'amore 2 - Capitoli successivi (2007)
- Italians (2009)
- Genitori & figli - Agitare bene prima dell'uso (2010)
- Manuale d'amore 3 (2011)
- L'ultima ruota del carro (2013)
- Una donna per amica (2014)
- Non è un paese per giovani (2017)
- Moschettieri del re - La penultima missione (2018)
- Tutti per 1 - 1 per tutti (2020)

### Guionista
- Tutta colpa del paradiso, dirigida per Francesco Nuti (1985)
- Stregati, dirigida per Francesco Nuti (1986)
- Maramao, dirigida per Giovanni Veronesi (1987)
- Caruso Pascoski (di padre polacco), dirigida per Francesco Nuti (1988)
- Willy Signori e vengo da lontano, dirigida per Francesco Nuti (1990)
- Donne con le gonne, dirigida per Francesco Nuti (1991)
- Vacanze di Natale '91, dirigida per Enrico Oldoini (1991)
- Anni 90, dirigida per Enrico Oldoini (1992)
- Amami, dirigida per Bruno Colella (1992)
- Per amore, solo per amore, dirigida per Giovanni Veronesi (1993)
- OcchioPinocchio, dirigida per Francesco Nuti (1994)
- Uomini uomini uomini, dirigida per Christian De Sica (1995)
- I laureati, dirigida per Leonardo Pieraccioni (1995)
- 3, dirigida per Christian De Sica (1996)
- Il barbiere di Rio, dirigida per Giovanni Veronesi (1996)
- Il ciclone, dirigida per Leonardo Pieraccioni (1996)
- Silenzio... si nasce, dirigida per Giovanni Veronesi (1996)
- Cinque giorni di tempesta, dirigida per Francesco Calogero (1997)
- Fuochi d'artificio, dirigida per Leonardo Pieraccioni (1997)
- Viola bacia tutti, dirigida per Giovanni Veronesi (1998)
- Il mio west, dirigida per Giovanni Veronesi (1998)
- I fobici, dirigida per Giancarlo Scarchilli (1999)
- Lucignolo, dirigida per Massimo Ceccherini (1999)
- Il pesce innamorato, dirigida per Leonardo Pieraccioni (1999)
- C'era un cinese in coma, dirigida per Carlo Verdone (2000)
- Faccia di Picasso, dirigida per Massimo Ceccherini (2000)
- Streghe verso nord, dirigida per Giovanni Veronesi (2001)
- Il principe e il pirata, dirigida per Leonardo Pieraccioni (2001)
- La mia vita a stelle e strisce, dirigida per Massimo Ceccherini (2003)
- Il paradiso all'improvviso, dirigida per Leonardo Pieraccioni (2003)
- Che ne sarà di noi, dirigida per Giovanni Veronesi (2004)
- Manuale d'amore, dirigida per Giovanni Veronesi (2005)
- Ti amo in tutte le lingue del mondo, dirigida per Leonardo Pieraccioni (2005)
- Manuale d'amore 2 - Capitoli successivi, dirigida per Giovanni Veronesi (2007)
- Una moglie bellissima, dirigida per Leonardo Pieraccioni (2007)
- Italians, dirigida per Giovanni Veronesi (2009)
- Io & Marilyn, dirigida per Leonardo Pieraccioni (2009)
- Genitori & figli - Agitare bene prima dell'uso, dirigida per Giovanni Veronesi (2010)
- Manuale d'amore 3, dirigida per Giovanni Veronesi (2011)
- Finalmente la felicità, dirigida per Leonardo Pieraccioni (2011)
- L'ultima ruota del carro, dirigida per Giovanni Veronesi (2013)
- Una donna per amica, dirigida per Giovanni Veronesi (2014)
- Il professor Cenerentolo, dirigida per Leonardo Pieraccioni (2015)
- Non è un paese per giovani, dirigida per Giovanni Veronesi (2017)
- Moschettieri del re - La penultima missione, dirigida per Giovanni Veronesi (2018)
- Tutti per 1 - 1 per tutti, dirigida per Giovanni Veronesi (2020)
- Si vive una volta sola, dirigida per Carlo Verdone (2021)
- Romantiche, dirigida per Pilar Fogliati (2023)

### Actor
- Madonna che silenzio c'è stasera, dirigida per Maurizio Ponzi (1982)
- Una gita scolastica, dirigida per Pupi Avati (1983)
- Tutta colpa del paradiso, dirigida per Francesco Nuti (1985)
- Caruso Pascoski di padre polacco, dirigida per Francesco Nuti (1988)
- Willy Signori e vengo da lontano, dirigida per Francesco Nuti (1990)
- Faccia di Picasso, dirigida per Massimo Ceccherini (2000)
- Fughe da fermo, dirigida per Edoardo Nesi (2001)
- Ti amo in tutte le lingue del mondo, dirigida per Leonardo Pieraccioni (2005)
- Felicità, dirigida per Micaela Ramazzotti (2023)

### Televisió
- Maledetti amici miei (2019) – programa TV, Rai 2

## Premis
- David di Donatello
- 2005 - nominació al millor pel·lícula per Manuale d'amore.
- 2005 - nominació al millor guió per Manuale d'amore.[7]
- Nastri d'Argento
- 2006 - nominació al director de la millor pel·lícula italiana per Manuale d'amore
- 2006 – candidatura al millor guió per Manuale d'amore
- 2014 – Premi Mario Monicelli dalla Fondazione Grosseto Cultura e curato da Mario Sesti e Jacopo Mosca.[8][9]